# Java Architecture for XML Binding
Java Architecture for XML Binding（JAXB）は、Javaのクラスを XMLで表現可能にする仕様である。JAXBには主に2つの機能がある。すなわち、JavaのオブジェクトをXMLにシリアライズすることと、逆にXMLからJavaオブジェクトにデシリアライズすることである。言い換えれば、JAXBはメモリ上のデータをXML形式に変換して保存することができ、そのためにプログラム内の各クラスにXMLロード/セーブルーチンを実装する必要がない。
JAXBは仕様が複雑で頻繁に変更される場合に特に便利である。その場合、Javaの定義の変更に合わせてXML Schemaの定義を更新することは、時間もかかるしバグを作りこみやすい作業となる。
JAXBはJakarta EEのAPIの一種であり、Java Web Services Development Pack (JWSDP) の一部でもある。WSITの基盤の一部にもなっている。JAXBはJava 1.6にも含まれている。
JAXB 1.0は、Java Community ProcessのJSR 31において2003年に開発された。続いて2006年、JAXB 2.0がJSR 222において開発され、2017年9月にMaintenance Release 3がリリースされている。リファレンス実装はjava.netにCDDLライセンスで公開されている。

## 利用
"xjc" ツールは、XML Schemaや他のスキーマファイル形式（Java 1.6では、RELAX NG、XML DTD が実験的にサポートされている）をクラス表現に変換するのに使われる。クラス群は、javax.xml.bind.annotation.* の名前空間（例えば@XmlRootElementや@XmlElement）からアノテーションを使ってマークアップされる。XMLリストシーケンスは、java.util.Listの属性を使って表現される。マーシャルとアンマーシャルを行うコードはJAXBContextのインスタンスを通して生成される。
さらに、JAXBには "schemagen" ツールがある。これは基本的に "xjc" の逆を行うもので、アノテーション付きのクラス群のコードからXML Schemaを生成する。

## データ型の既定バインディング
Javaのデータ型の種類はXML Schemaのものより豊富である。以下の表はJAXBにおいて、XMLのデータ型をどのようにJavaのデータ型にマッピングしているかを示したものである。
| XML Schema型      | Javaデータ型                            |
| ----------------- | --------------------------------------- |
| xsd:string        | java.lang.String                        |
| xsd:integer       | java.math.BigInteger                    |
| xsd:int           | int                                     |
| xsd:long          | long                                    |
| xsd:short         | short                                   |
| xsd:decimal       | java.math.BigDecimal                    |
| xsd:float         | float                                   |
| xsd:double        | double                                  |
| xsd:boolean       | boolean                                 |
| xsd:byte          | byte                                    |
| xsd:QName         | javax.xml.namespace.QName               |
| xsd:dateTime      | javax.xml.datatype.XMLGregorianCalendar |
| xsd:base64Binary  | byte[]                                  |
| xsd:hexBinary     | byte[]                                  |
| xsd:unsignedInt   | long                                    |
| xsd:unsignedShort | int                                     |
| xsd:unsignedByte  | short                                   |
| xsd:time          | javax.xml.datatype.XMLGregorianCalendar |
| xsd:date          | javax.xml.datatype.XMLGregorianCalendar |
| xsd:g             | javax.xml.datatype.XMLGregorianCalendar |
| xsd:anySimpleType | java.lang.Object                        |
| xsd:anySimpleType | java.lang.String                        |
| xsd:duration      | javax.xml.datatype.Duration             |
| xsd:NOTATION      | javax.xml.namespace.QName               |